# Festival international du film d'Eurasie
Le Festival international du film d'Eurasie,, (russe : Кинофестиваля «Евразия») est un festival international du film qui se tient au Kazakhstan depuis 1998.  
À l'exception de la cinquième édition, qui s'est tenue à Astana, toutes les autres éditions ont eu lieu à Almaty. 

## Gagnants des prix majeurs
| Année      | Meilleur film (Grand Prix)                          | Meilleur réalisateur                                                  | Meilleur acteur                                                                  | Meilleure actrice                                                  |
| 1998 (1er) | Le Fils adoptif                                     | Serik Aprymov pour Aksuat                                             |                                                                                  | Dalia Micheleviciute pour Lunar Lithuania                          |
| 2005 (2e)  | · L'Accordeur                                       | Alexandre Sokourov pour Le Soleil                                     | Issei Ogata pour Le Soleil                                                       | Alla Demidova pour L'Accordeur                                     |
| 2006 (3e)  | · Eden                                              | Zhang Yuan pour Les Petites Fleurs rouges                             | Masatō Ibu pour Sway                                                             | Ladan Mostofi pour Goodbye, Life                                   |
| 2007 (4e)  | · Demi-lune                                         | Alekseï Popogrebski pour Simple Things                                | Leonid Bronevoï pour Simple Things                                               | Fan Bingbing pour Lost in Beijing                                  |
| 2008 (5e)  | Farewell, Gulsary!                                  | Damiyar Salamat pour Together with Father                             | Diyas Rakhmatov pour Little People Bakhytzhan Alpeisov pour Together with Father | Irina Ageikina pour Song from the Southern Seas                    |
| 2010 (6e)  | Le Voleur de lumière                                | Pelin Esmer pour Les Collections de Mithat Bey                        | Andrey Merzlikin pour Strayed                                                    | Darya Gorshkaleva pour Gastarbeiter                                |
| 2011 (7e)  | · Before the Storm                                  | Nariman Turebaev pour Sunny Days                                      | Theodór Júlíusson pour Volcano                                                   | Olga Simanova pour Beduin                                          |
| 2012 (8e)  |                                                     | Özcan Alper pour Future Lasts Forever Małgorzata Szumowska pour Elles | Azamat Nigmanov pour The Convoy                                                  | Anaïs Demoustier pour Elles                                        |
| 2013 (9e)  | · Eka et Natia, chronique d'une jeunesse géorgienne | Serik Aprymov pour Little Brother                                     | Carlo Cecchi pour Miele Koh Jia Ler pour Ilo Ilo                                 | Jördis Triebel pour My Sisters Elahe Hesari pour Don't worry Sarah |
| 2014 (10e) | Next to Her                                         | Benedikt Erlingsson pour Des chevaux et des hommes                    | 4 male actors pour · Tangerines (Mandarines)                                     | Tinatin Dalakishvili pour Star                                     |
| 2015 (11e) | Heavenly Nomadic                                    | Elchin Musaoglu pour Nabat                                            | Erzhan Nurymbet pour Stranger                                                    | Fatemeh Motamed-Arya pour Nabat                                    |
| 2016 (12e) | · House of Others                                   | Adilkhan Erjanov pour The Plague at the Karatas Village               | Yury Pomarantsev pour Once a Week                                                | Emmanuelle Devos pour Moka                                         |
| 2017 (13e) | Returnee                                            | Aktan Abdykalykov pour Centaure                                       | Gurban Ismailov pour Pomegranate Orchard                                         | Ia Shugliashvili pour Une famille heureuse                         |
| 2018 (14e) | The Party's Over                                    | · Milko Lazarov pour Ága                                              | Karim Mirkhadiyev pour Perseverance                                              | Marta Kozlova pour Anna’s War                                      |